# William Motherby

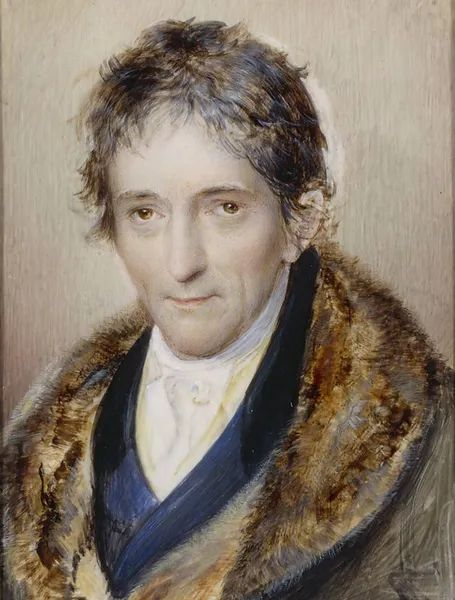
William Motherby um 1832, Gemälde von August Grahl

William Motherby (* 12. September 1776 in Königsberg; † 16. Januar 1847 ebenda) war ein Arzt und Landwirt in Ostpreußen.

## Leben
William war der Sohn des britischen Kaufmanns Robert Motherby und der Französin Charlotte Motherby, geb. Toussaint. Sein Onkel war der Mediziner George Motherby (1732–1791) aus Yorkshire, der bereits 1770 in Königsberg mit Impfverfahren gegen die Blattern vorging, 1770 den Sohn Johann Georg Hamanns behandelte und später ein englisches Lexikon der Heilkunde verfasste.
Wie sein Vater gehörte William Motherby zum Freundeskreis Immanuel Kants. William war noch sehr jung, als er in Königsberg das Studium der Medizin aufnahm. In Edinburgh promovierte er zum Doktor der Medizin, wurde ein angesehener Arzt in Königsberg und machte sich um die Einführung der Kuhpockenimpfung verdient, wozu er zwei Schriften beisteuerte.
Motherbys Haus galt als Mittelpunkt geistiger Geselligkeit. Zu Williams Freundeskreis zählten viele bekannte Persönlichkeiten. Besonders seine Frau Johanna übte eine starke Anziehungskraft aus, so auf Wilhelm von Humboldt seit 1809 und Ernst Moritz Arndt, bezeugt durch einen langwährenden Briefwechsel. Johanna Motherby ließ sich später scheiden und war von 1824 bis 1833 mit dem Mediziner Johann Friedrich Dieffenbach verheiratet.
Motherby widmete sich allmählich ganz der Landwirtschaft, begründete den ostpreußischen Verein zur Beförderung der Landwirtschaft und war zuletzt dessen Direktor. Er trat mit einer Schrift über die Vorteile des Pferdefleisches hervor. Von 1827 bis 1847 war William Motherby Besitzer von Gut Arnsberg.
Ein Jahr nach dem Tode Kants 1804 gab er die Anregung zu dem Erinnerungsmahl am Geburtstag des Philosophen, an dem sich dessen Tischfreunde als Gesellschaft der Freunde Kants alljährlich zu dem Bohnenmahl versammelten. Durch Zuwahl ergänzt sich dieser Kreis ständig bis auf den heutigen Tag, auch nach dem Verlust Königsbergs. Nach 1945 versammelten sich die Freunde Kants regelmäßig am 22. April zuerst in Göttingen, ab 1974 in Mainz (Rudolf Malter) und seit 2008 wieder in Königsberg, das heute Kaliningrad heißt.

## Familie
William Motherby heiratete 1806 Johanna Charlotte (1783–1842), geb. Tillheim, aus Königsberg, mit der er zwei Kinder hatte: Anna, genannt Nancy, geboren 1807, später in Köln verh. Simon, und Robert Motherby, der den Namen seines Großvaters erhielt und wie sein Vater Arzt und Landwirt wurde.

## Werke
- Dissertatio medica inauguralis, de epilepsia: Quam, Annuente Summo Numine, Ex Auctoritate Reverendi admodum Viri, D. Georgii Baird, SS. T. P. Academiae Edinburgenae Praefecti; Necnon Amplissimi Senatus Academici Consensu; Et Nobilissimae Facultatis Medicae Decreto; pro gradu doctoris, Summisque in Medicina Honoribus Ac privilegiis Rite Et Legitime Consequendis; eruditorum examini subjicit Gulielmus Motherby, Regiomonto-Dorussus; Societatis Mineralogicae Quae Jenae Floret, Sodalis. Ad diem 12. Sept. hora locoque solitis. C. Stewart et socii, Edinburgh 1799 (Immanuel Kant gewidmet).
- Ueber Kuhpocken-Impfung. Königsberg 1801.
- Ehrenrettung der angeschuldigten Kuhpocken und deren Schutzkraft von den Kinderblattern durch Versuchen geprüft und bestätigt. Königsberg 1801.
- (Übersetzung:) William Shakespeare: Die lustigen Weiber von Windsor. Neu und getreu übersetzt, Königsberg 1826, Universitäts-Buchhandlung, Königsberg 1826 (Digitalisat).
- Ueber den Genuss des Pferdefleisches. Königsberg 1841.
- (Übersetzung:) Cuthbert William Johnson esq.: Ueber die Vertiefung des Ackerbodens. Aus dem Englischen übersetzt. Nebst einem Vorworte des Uebersetzers und einer Abbildung des Smith’schen Untergrund-Pflugs, Gräfe und Unzer, Königsberg 1842 (Digitalisat).
- Die Temperamente. Ein anthropologischer Versuch. Leipzig, Otto Wigandt 1843 (Immanuel Kant gewidmet; Digitalisat).